# Brug 2472
Brug 2472 is een bouwkundig kunstwerk in Amsterdam-Noord. Het is de tegenhanger van brug 2473.
Dit gebied was eeuwenlang agrarisch gebied met weilanden en sloten. Vanuit het zuiden rukte de stad Amsterdam steeds verder op met hier ter plaatse de bouw van de woonwijk Buikslotermeer met als centraal punt het Buikslotermeerplein. De wijk kent een afsluiting met hoogbouw aan straten als Amerbos, die eind jaren zestig werden volgebouwd. De westelijke grens van de wijk werd jarenlang (de voorloper van) de Nieuwe Leeuwarderweg, aan deze kant van die snelweg bleef het jarenlang stil met verdere ontwikkeling. Ook aan de overzijde van de Nieuwe Leeuwarderweg bleef het rustig met Noorderbegraafplaats en Tuinhuisjescomplex Buikslotermeer. In de jaren tachtig bereikte de rijksweg 10 (Ringweg-Noord) na jaren van vertraging dan die Nieuwe Leeuwarderweg. De bewoners van Amerbos kregen de ringweg en ongelijkvloerse kruising voor de deur. Opnieuw kwam een periode met relatieve bouwstilte, totdat gemeente Amsterdam in de groene vlakten binnen de ring begon te bebouwen. Bij Amerbos was geen ruimte meer, maar aan de overzijde van de Nieuwe Leeuwarderweg was nog wel ruimte. De te bebouwen terreinen aldaar moesten aangesloten worden op de ringsloot rondom de oude woonwijk en zo kwam er een viaduct onder die Nieuwe Leeuwarderweg; tegelijkertijd kwam er een opstelplatform van Metrostation Noord. 
Brug 2472 werd een voet- en fietsbrug in genoemde Heekweg en over genoemd verbindingswater. Het werd een lichtgewicht bruggetje met metalen leuningen en balustraden die doen denken aan vakwerk. De brug kent twee sets van betonnen brugpijlers met jukken, die in de walkanten staan. Het (basis)ontwerp uit 2007 is afkomstig van Simon Sprietsma werkend voor de Dienst Ruimtelijke Ordening van Amsterdam, die studeerde aan de Technische Universiteit Delft en het Berlage Instituut.  De brug werd pas later in 2015 neergelegd, de bouw van de Noord/Zuidlijn liep jaren vertraging op.  